# 福岡県立福島高等学校
福岡県立福島高等学校（ふくおかけんりつ ふくしまこうとうがっこう）は、福岡県八女市吉田にある公立高等学校。　

## 概要
歴史
1910年（明治43年）創立の「福島技芸女学校」と1925年（大正14年）創立の「福島商工専修学校」を前身とする。技芸学校は1921年（大正10年）に高等女学校に、商工専修学校は1935年（昭和10年）に商業学校（実業学校）となった。商業学校は太平洋戦争中に、時代の要請から工業学校に転換した時期もあったが、終戦後に商業学校へ戻った。
1948年（昭和23年）の学制改革により、両校は新制高等学校「福島高等学校」・「福島商業高等学校」となる。翌1949年（昭和24年）には両校が統合され、男女共学の「福岡県立福島高等学校」としてスタートした。当初は、全日制の普通科と商業科を有していたが、1950年（昭和25年）には被服科を、1955年（昭和30年）には定時制課程を設置。当時の商業科は「総合ビジネス科」、被服科は「生活デザイン科」に名を変え、現在に至る。
技芸女学校が開校した1910年（明治43年）を創立年としており、2020年（令和2年）には創立110周年を迎えた。
設置課程・学科
全日制課程 3学科
- 普通科
- 総合ビジネス科（商業に関する学科）
- 生活デザイン科（家庭に関する学科）

定時制課程 1学科
- 普通科

校訓
「正大・剛毅・優美」（正しく生きる・強く生きる・美しく生きる）
校章
中央に校名の略称「福髙」の文字（縦書き）を配している。
校歌
1951年（昭和26年）に制定。作詞は元松之子、作曲は田村丈一による。
通学区域
- 全日制課程 普通科は福岡県第10学区内の地域（八女市・筑後市および八女郡全域）
- 全日制課程 総合ビジネス科・生活デザイン科は県内全域
- 定時制課程 普通科は県内全域

## 沿革
旧制技芸女学校・高等女学校時代
- 1910年（明治43年）
  - 5月19日 - 福島高等小学校内に「福島町外四ヶ村組合立福島技芸女学校」の設置が認可される。
  - 6月5日 - 「福島町外四ヶ村組合立福島技芸女学校」が開校。
- 1913年（大正2年）4月 - 郡立移管により、「八女郡立福島技芸女学校」に改称。
- 1921年（大正10年）4月 - 改組により、「福岡県立八女高等女学校」に改称。
- 1947年（昭和22年）4月1日 - 高等女学校としての生徒募集を停止。学制改革により、新制中学校が併設され（以下・併設中学校）、高等女学校1・2年修了者を新制中学校2・3年生として収容。
- 1948年（昭和23年）4月1日 - 学制改革により、福岡県立八女高等女学校は、新制高等学校「福岡県立福島高等学校」に改組される（この時点では女子校）。併設中学校を継承し、1946年（昭和21年）に高等女学校へ最後に入学した3年生のみとなる。
- 1949年（昭和24年）3月31日 - 最後の卒業生を送り出し、併設中学校を廃止。

旧制商工専修学校・商業専修学校・商業学校時代
- 1925年（大正14年）5月 - 福島小学校内に「福島町立福島商工専修学校」が開校（2年制）。
- 1930年（昭和5年）5月 - 「福島町立福島商業専修学校」に改称。
- 1935年（昭和10年）10月 - 「福島町立商業学校」に改称。
- 1942年（昭和17年）3月 - 甲種商業学校（5年制）となる。
- 1944年（昭和19年）3月 - 教育ニ関スル戦時非常措置方策により、「福島町立工業学校」に転換。
- 1946年（昭和21年）4月 - 終戦により、「福島町立商業学校」（再）に復帰。
- 1947年（昭和22年）4月1日 - 商業学校としての生徒募集を停止。学制改革により、新制中学校が併設され（以下・併設中学校）、工業学校1・2年修了者を新制中学校2・3年生として収容。
- 1948年（昭和23年）4月1日 - 学制改革が行われる。新制高等学校（福島町立）「福岡県福島商業高等学校」に改組される。併設中学校を継承し、1946年（昭和21年）に工業学校へ最後に入学した3年生のみとなる。
- 1949年（昭和24年）
  - 3月31日 - 最後の卒業生を送り出し、併設中学校を廃止。
  - 5月1日 - 県立移管により、「福岡県立福島商業高等学校」に改称。

統合・新制高等学校
- 1949年（昭和24年）8月31日 - 上記の高等学校2校（福島・福島商業）を統合の上、「福岡県立福島高等学校」となる。全日制普通課程・商業課程（後の全日制課程普通科・商業科）を設置。男女共学となる。
- 1950年（昭和25年）4月1日 - 全日制課程被服科を設置。
- 1955年（昭和30年）4月1日 - 八女農業高等学校から夜間定時制普通科が移管される[1]。
- 1956年（昭和31年）4月1日 - 定時制課程商業科を設置。
- 1958年（昭和33年）9月 - 校舎を移転。
- 1961年（昭和36年）1月 - 定時制高等学校における学校（完全）給食に関する研究で、福岡県教育委員会から感謝状を贈呈。
- 1982年（昭和57年）4月 - 定時制課程商業科の募集を停止。
- 1985年（昭和60年）3月31日 - 定時制課程商業科を閉科。
- 1990年（平成2年）4月1日 - 被服科を「生活文化科」に改称。
- 1991年（平成3年）4月1日 - 全日制普通科に英語コースを設置。
- 2001年（平成13年）3月 - 定時制用新食堂が完成。
- 2003年（平成15年）4月 - 商業科を「総合ビジネス科」に、生活文化科を「生活デザイン科」に改称。
- 2021年（令和3年）4月 - 福岡県教育委員会から福岡県立学校「新たな学びプロジェクト」研究実践校に指定される。

## 交通
最寄りの鉄道駅

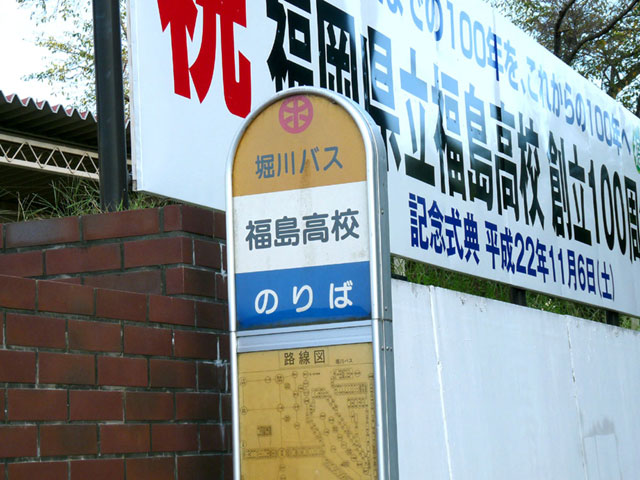
福島高校前 バス停

- JR九州 鹿児島本線 「西牟田駅」・「羽犬塚駅」

最寄りバス停留所
- 西鉄バス久留米・堀川バス 「福島高校前」バス停（堀川バスは便数が非常に少ない）

最寄りの幹線道路
- 国道9号

## 周辺
- 八女リハビリ病院
- 岩戸山歴史文化交流館いわいの郷

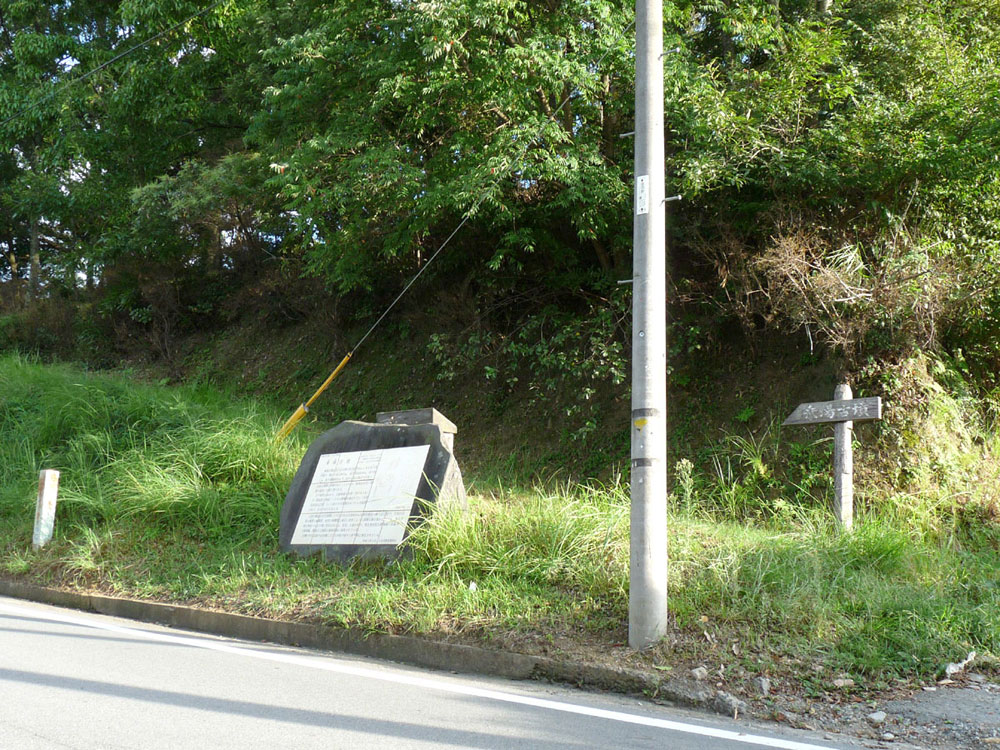
国指定史跡　乗場古墳　入口

- 乗場古墳 - 八女古墳群のひとつで、福島高校正門を出てすぐ、道路を挟んだ南側にある。出土した人物埴輪や環頭大刀柄頭（かんとうたちつかがしら）が、福島高校内に保管されている。

## 著名な卒業生
- 江田康幸（衆議院議員、元財務副大臣）
- 五木寛之（小説家）
- 野田国義（参議院議員、元衆議院議員）
- 渡邉元基　(福岡県八女郡広川町長)